# Steve Francis
Steve D'Shawn Francis (Takoma Park, Maryland; 21 de febrero de 1977) es un exjugador de baloncesto estadounidense que disputó nueve temporadas en la NBA y una más en la CBA china. Con 1,91 metros de estatura, jugaba en la posición de base.

## Carrera

### Primeros años
Nacido en la localidad de Takoma Park, en el estado de Maryland. Francis comenzó a jugar desde muy pequeño. En 1995, cuando tenía 18 años, su madre murió de cáncer, por lo que Francis quedó a cargo de su abuela. Asistió hasta seis institutos diferentes, como el Montgomery Blair de la localidad de Silver Spring (Maryland).

### Universidad
Francis comenzó a jugar en 1998 en la Universidad de Maryland. En su primera y única temporada con los Terrapins, promedió 17 puntos y 4,5 asistencias por partido.

### Profesional

#### Houston Rockets (1999-2004)
Francis fue escogido en segunda posición en el draft de la NBA de 1999 por Vancouver Grizzlies. Francis no deseaba jugar en los Grizzlies, por su lejanía con su nativa Maryland, y por "deseo de Dios". Su actitud fue muy criticada desde Vancouver, por lo que era evidente que ambas partes debían tomar caminos separados.
Antes de temporada, los Grizzlies traspasaban a los derechos de Francis a los Houston Rockets por Michael Dickerson, Othella Harrington, Antoine Carr y Brent Price, además de una primera y segunda ronda de draft. En ese momento, fue el traspaso que más jugadores incluyó en la historia de la NBA.
Tras su primer año, compartió el premio "Rookie of the Year" con Elton Brand, jugador por entonces de Chicago Bulls. Además, quedó segundo en el concurso de mates por detrás de la legendaria actuación de Vince Carter.
La siguiente temporada, los Rockets seguían sin entrar en playoffs. En la tercera, fue seleccionado para acudir al All-Star de 2002, pese a que solo pudo disputar 55 partidos debido a una lesión en el pie. Ese año, los Rockets escogían como número uno del draft al chino Yao Ming, por lo que los Rockets preveían un buen futuro para el equipo. En 2003, Francis y Yao acudieron al All-Star.
Con la llegada de Jeff Van Gundy en 2003, este implantó un estilo de juego que no beneficaba a Francis, ya que Francis basaba su juego en la velocidad. Sus marcas empeoraron, aunque acudió al All-Star. Los Rockets lograron acudir a playoffs por primera vez desde 1999, siendo vencidos por Los Angeles Lakers en 5 partidos. Francis promedió 19,2 puntos y 7,6 asistencias por partido en esa eliminatoria.
Su relación con Van Gundy cada vez era peor. Este quería basar el ataque del equipo en Yao, de modo que Francis fue traspasado a Orlando Magic, junto a Cuttino Mobley y Kelvin Cato por Tracy McGrady, Juwan Howard y Reece Gaines.

#### Orlando Magic (2004-2006)
Francis no estaba conforme con su traspaso a Orlando, pero decidió aceptar su rol en el equipo. Entrenado por Chris Jent, este quiso dar a Francis un estilo de juego "run n' gun", por el cual casi todo el ataque se basaba en él. Francis promedió 21,3 puntos y 7 asistencias por partido. Los Magic fracasaron en entrar en playoffs.
Los Magic no estaban contentos con Francis, por su actitud y su estilo de jugar de "amasar el balón". Durante la temporada 2005-06, los rumores de traspaso eran constantes, relacionándole con equipos como Denver Nuggets, Los Angeles Lakers o Minnesota Timberwolves.

#### New York Knicks (2006-2007)
El 22 de febrero de 2006, poco antes del cierre de mercado, Francis fue traspasado a los New York Knicks a cambio de Penny Hardaway y Trevor Ariza. En los Knicks coincidió con otro jugador que también tenía fama de amasar mucho el balón, Stephon Marbury. Su primera temporada se vio acosada por las lesiones, jugando de forma muy irregular durante su poco tiempo en el equipo.

#### Regreso a Houston (2007–2008)
El 20 de julio de 2007, Francis eligió a los Houston Rockets por un contrato dos años y $6 millones, aun teniendo ofertas de más cuantía. Promedió 5,5 puntos y 3 asistencias en los diez encuentros que disputó antes de ser operado de una lesión en el cuádriceps.
El 24 de diciembre de 2008, los Rockets traspasaron a Francis a Memphis Grizzlies. Pero el 27 de enero de 2009, se anunció que los Grizzlies habían cortado a Francis, sin llegar a disputar un solo encuentro.

#### China
En noviembre de 2010, Francis firmó un contrato con los Beijing Ducks de la CBA China. Disputó 4 encuentros antes de volver, en diciembre de ese mismo año, a Estados Unidos.

## Estadísticas de su carrera en la NBA

### Temporada regular
| Año      | Equipo   | PJ  | PT  | MPP  | %TC  | %3P  | %TL  | RPP | APP | ROB | TPP | PPP  |
| -------- | -------- | --- | --- | ---- | ---- | ---- | ---- | --- | --- | --- | --- | ---- |
| 1999–00  | Houston  | 77  | 77  | 36.1 | .445 | .345 | .786 | 5.3 | 6.6 | 1.5 | .4  | 18.0 |
| 2000–01  | Houston  | 80  | 79  | 39.9 | .451 | .396 | .817 | 6.9 | 6.5 | 1.8 | .4  | 19.9 |
| 2001–02  | Houston  | 57  | 56  | 41.1 | .417 | .324 | .773 | 7.0 | 6.4 | 1.2 | .4  | 21.6 |
| 2002–03  | Houston  | 81  | 81  | 41.0 | .435 | .354 | .800 | 6.2 | 6.2 | 1.7 | .5  | 21.0 |
| 2003–04  | Houston  | 79  | 79  | 40.4 | .403 | .292 | .775 | 5.5 | 6.2 | 1.8 | .4  | 16.6 |
| 2004–05  | Orlando  | 78  | 78  | 38.2 | .423 | .299 | .823 | 5.8 | 7.0 | 1.4 | .4  | 21.3 |
| 2005–06  | Orlando  | 46  | 45  | 37.7 | .433 | .257 | .797 | 4.8 | 5.7 | 1.1 | .2  | 16.2 |
| 2005–06  | New York | 24  | 15  | 27.5 | .442 | .538 | .761 | 3.0 | 3.5 | 1.0 | .2  | 10.8 |
| 2006–07  | New York | 44  | 30  | 28.1 | .408 | .378 | .829 | 3.6 | 3.9 | .9  | .3  | 11.3 |
| 2007–08  | Houston  | 10  | 3   | 19.9 | .333 | .235 | .565 | 2.3 | 3.0 | .9  | .5  | 5.5  |
| Total    | Total    | 576 | 543 | 37.6 | .429 | .341 | .797 | 5.6 | 6.0 | 1.5 | .3  | 18.1 |
| All-Star | All-Star | 3   | 3   | 24.3 | .552 | .500 | .500 | 2.7 | 5.3 | .7  | .0  | 12.0 |

### Playoffs
| Año   | Equipo  | PJ | PT | MPP  | %TC  | %3P  | %TL  | RPP | APP | ROB | TPP | PPP  |
| ----- | ------- | -- | -- | ---- | ---- | ---- | ---- | --- | --- | --- | --- | ---- |
| 2004  | Houston | 5  | 5  | 44.4 | .429 | .412 | .725 | 8.4 | 7.6 | 1.4 | .2  | 19.2 |
| Total | Total   | 5  | 5  | 44.4 | .429 | .412 | .725 | 8.4 | 7.6 | 1.4 | .2  | 19.2 |

## Logros y reconocimientos
- 3 veces All-Star Game (2002, 2003, 2004).
- Elegido Rookie del Año NBA (2000).
- Elegido para el Equipo Ideal Rookies NBA (2000).